# 닌자 핫토리군+파만 닌자 괴수 짓포우 VS 미라클 타마고
닌자 핫토리군+파만 닌자 괴수 짓포우 VS 미라클 타마고(일본어: 忍者ハットリくん+パーマン 忍者怪獣ジッポウVSミラクル卵 닌쟈 핫토리군 프라스 파만 닌쟈카이쥬짓포우타이미라쿠루타마고[*])는 후지코 후지오 Ⓐ의 만화 꾸러기 닌자 토리와 후지코 F. 후지오의 만화 파만이 등장하는 만화 및 극장용 애니메이션 제2작이다.

## 개요
1985년 3월 16일에 도라에몽 노비타의 우주소전쟁과 동시 상영된 중편 애니메이션(상영시간 : 52분)이다. 1984년의 닌자 핫토리군+파만 초능력 워즈에 이어서 핫토리군과 파만이 공연했다. 원작은 1984년에 후지코 후지오 Ⓐ가 집필한 "월간 코로코로 코믹"에 연재되었다. 단행본은 텐토우무시 코믹스의 "닌자 핫토리군"판에 수록되었다. 초능력 워즈와 동시에 수록되었지만 현재는 절판된 상태이다.

## 주제가
핫토리 인법 니닌의 닌 #3
작사 - 오가타 켄이치 / 작곡 - 키쿠치 슌스케 / 노래 - 미타 유우코, 오가타 켄이치

## 같이 보기
- 닌자 핫토리군+파만 초능력 워즈
- 꾸러기 닌자 토리
- 파만